# Sprawność egzergetyczna
 Sprawność egzergetyczna – dla silnika cieplnego – stosunek sprawności rzeczywistego silnika pracującego pomiędzy temperaturami {\displaystyle T_{1}} i {\displaystyle T_{2}} do sprawności cyklu Carnota dla tych temperatur; dla ogniwa paliwowego – stosunek sprawności rzeczywistego ogniwa pracującego w temperaturze {\displaystyle T_{1}} do maksymalnej teoretycznej sprawności tego ogniwa wynikającej z jej ograniczenia przez drugą zasadę termodynamiki.